# Henning Fröschle
Henning Fröschle (* 13. November 1970) ist ein ehemaliger deutscher Handballspieler und jetziger -trainer. Seine Körperlänge beträgt 1,80 m.

## Karriere
Fröschle lernte das Handballspielen ab seinem siebten Lebensjahr beim TV Bittenfeld. Er spielte sowohl in der 1. als auch in der 2. Mannschaft des TVB. 2006 stieg er mit Bittenfeld in die 2. Handball-Bundesliga Süd auf.
Nachdem er zuvor bereits als Co-Trainer von Günter Schweikardt tätig gewesen war, übernahm Fröschle während der Saison 2007/08 das Amt des Cheftrainers von Schweikardt. Im Dezember 2008 trat Fröschle von seinem Amt als Trainer des TVB zurück. Auf ihn folgte interimsweise Jens Baumbach, bis Schweikardt wieder auf den Posten des Cheftrainers zurückkehrte.
Von 2009 bis 2015 war Fröschle Trainer der SV Remshalden. In der Saison 2013/14 gelang Fröschle mit der SV Remshalden der Aufstieg von der Württembergliga in die Oberliga. Im Sommer 2015 wurde Fröschle Trainer des TV Flein in der Württembergliga. Im Oktober 2016 trat er nach 7 Niederlagen in den ersten 7 Spielen der Saison zurück. 2017 bis 2019 war er Trainer bei der TSV Schmiden. Nach einer Pause war er von 2020 bis November 2024 Trainer bei der SG Schozach-Bottwartal.

## Privat
Fröschle ist gelernter Diplom-Kaufmann.
Sein Bruder Helge Fröschle spielte ebenfalls Handball.

## Publikationen
- Das Rechnungswesen als Instrument des Öko-Controlling. Diplomarbeit. Diplomica Verlag, 2001, ISBN 9783838635712